# Frankenia chubutensis
Frankenia chubutensis är en frankeniaväxtart som beskrevs av Carlos Luis Spegazzini. Frankenia chubutensis ingår i släktet frankenior, och familjen frankeniaväxter. Inga underarter finns listade i Catalogue of Life.